# دریاکنار (ترانه)
دریا کنار نام ترانه‌ای بسیار مشهور اثر حمیرا، خواننده ایرانی است که با شعر لیلا کسری، آهنگ کاظم رزازان و تنظیم منوچهر چشم‌آذر در سال ۱۳۶۵ منتشر شد.

## متن ترانه
می‌خوام برم دریاکنار، دریاکنار هنوز قشنگه.
آخ می‌دونم از سبزه‌زار تا شالی‌زار هنوز قشنگه.

عاشقِ جنگل و بوی ساحلم، هوس یار و دیار کرده دلم.
عاشقِ جنگل و اون نم نم بارونه دلم، هر جا باشم پیش ایرونه دلم.
عاشقِ کویر و صحرا و بیابونه دلم هر جا باشم پیش ایرونه دلم.
می‌دونم اون‌که دوسم داشت واسه من یه بی‌قراره.
با همون خاطره‌هامون سر رام چشم انتظاره.
می‌دونم اون‌که دوسم داشت منو می‌بینه تو جامش
توی اون جام شرابش، من دیوونه‌شو می‌بینه تو خوابش.

.